# 谭成忠
谭成忠（1962年12月—），柏林自由大学教授，长期从事光电材料和传感器的研究，湘潭博维地球物理有限公司董事长，中华人民共和国教育部第三批“长江学者”特聘教授。个人承担中国国家“863”计划等项目，申请十多项专利。自主研发的“石油煤田勘探磁悬浮检波器”主导产品填补中国国内技术空白。
1983年毕业于中南大学，其后先后获得中国科学院、柏林自由大学硕士、博士学位，曾在德国多特蒙特大学从事博士后研究。